# Dajana Butulija
Dajana Butulija (Kikinda, 23 de fevereiro de 1986) é uma basquetebolista profissional sérvia, medalhista olímpica.

## Carreira
Dajana Butulija integrou Seleção Sérvia de Basquetebol Feminino, na Rio 2016, conquistando a medalha de bronze.